# Іда (ураган, 2009)
Ураган «Іда» (англ. Hurricane Ida) — одинадцятий за рахунком тропічний циклон, дев'ятий шторм і третій за рахунком ураган в сезоні атлантичних ураганів 2009 року.
Ураган сформувався зі звичайної області низького тиску протягом декількох днів 4 листопада біля узбережжя Коста-Рики з області низького тиску утворилася тропічна депресія 11 і вже на наступний день в статусі урагану першої категорії за шкалою ураганів Саффіра-Сімпсона обрушилася на узбережжі поблизу Тасбапауні, Нікарагуа. Зазнавши потім таке ж швидке ослаблення своєї сили стихія повернулася на рівень тропічної депресії, перетнула територію Гондурасу і 6 листопада вийшла в акваторію Карибського моря не посилюючи, але і не втрачаючи щільно організованого потоку циркуляції повітряних мас.
Рано вранці 7 листопада циклон став знову набирати свою міць, посилившись спочатку до тропічного шторму, а до кінця доби — до урагану першої категорії. 8 листопада циклон досягає піку інтенсивності над Карибським морем, перейшовши в статус урагану другої категорії за шкалою Саффіра-Сімпсона. На початку наступної доби ураган вийшов в акваторію Мексиканської затоки, ослаб до рівня тропічного шторму і 10 листопада о 07:00 за центральноамериканської часу вступив на територію штату Алабама в районі населеного пункту Бон-Секу. Через дві години, перебуваючи над центральною частиною Алабами, стихія реформувалася в позатропічних циклон і повністю зникла до 13 листопада 2009 роки над басейном Атлантичного океану.

## Метеорологічна історія

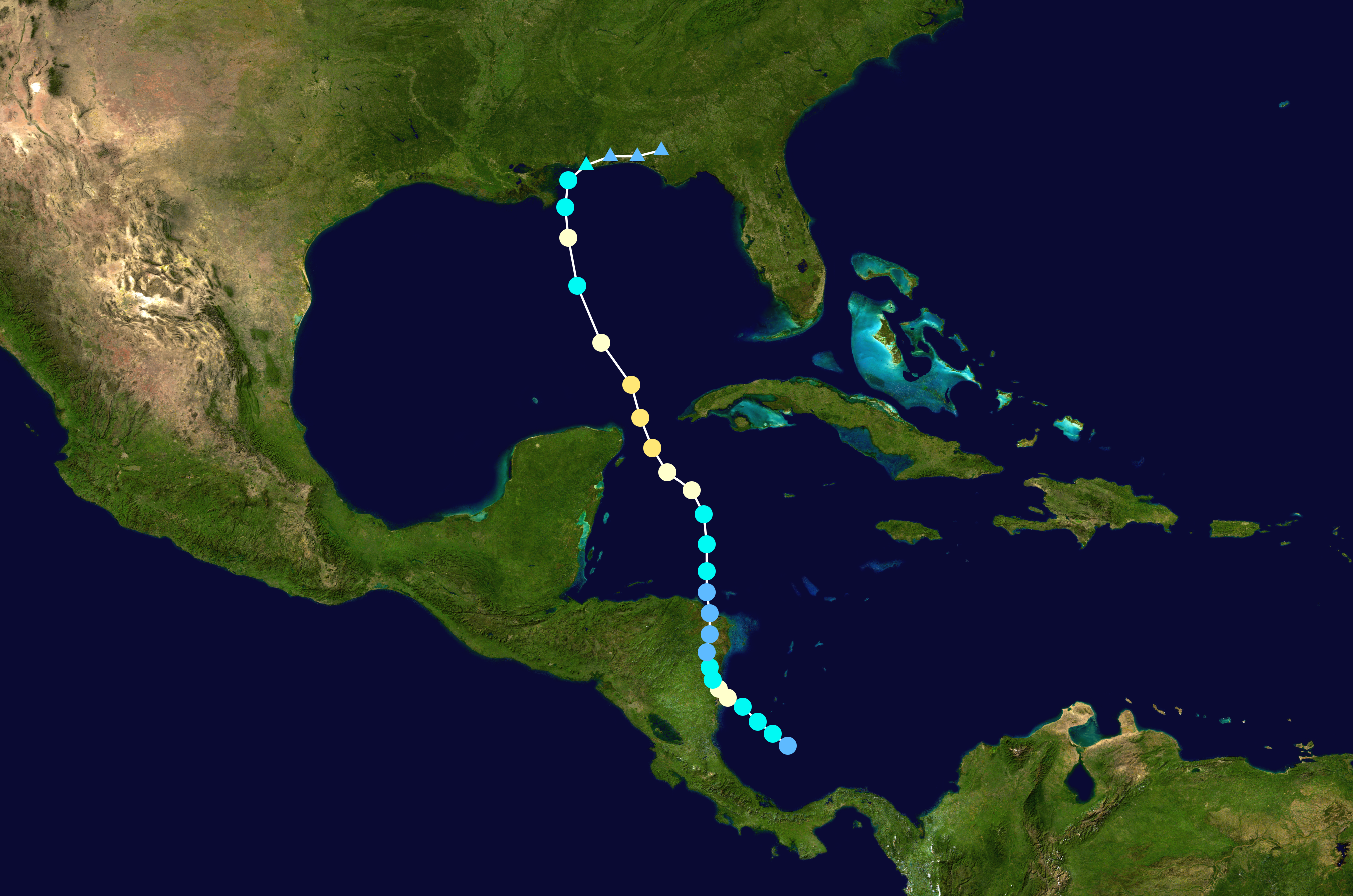
Траєкторія руху Урагану Іда

В кінці дня 2 листопада 2009 року через улоговини зниженого тиску в південно-західній частині Карибського моря утворилася область низького тиску з фронтом грозової активності та неорганізованими повітряними потоками. На початку наступної доби циклон змістився до узбережжя Коста-Рики, продовжуючи повільне посилення, пов'язане з факторами зрушень вітру в нижній частині атмосферного фронту. Вранці 4 листопада Національний центр прогнозування ураганів США зазначив можливе посилення циклону протягом поточної доби до рівня тропічної депресії, І всього через кілька годин було оголошено про утворення одинадцятої за рахунком тропічної депресії в сезоні атлантичних ураганів 2009 року. До цього часу циклон перебував приблизно в ста кілометрах на південь-південний захід від острова Сан-Андрес і мав глибокий центр циркуляції з добре сформованою конвективного системою повітряних мас.
Через шість годин тропічна депресія перейшла в категорію тропічного шторму, ставши дев'ятим за рахунком штормом сезону 2009 року і отримавши чергове власне ім'я Іда з резервованого списку найменувань атлантичних ураганів сезону. Незабаром після цього авіаційна метеорологічна розвідка Hurricane Hunters зафіксувала різку активізацію фронту атмосферних збурень з постійною швидкістю вітру в освіті, що складав 100 км/год. До вечора 4 листопада були отримані супутникові знімки в мікрохвильовому діапазоні, на яких чітко виділявся добре організований око бурі і конвективна система циркуляції повітряних мас навколо нього. Вранці 5 листопада, перебуваючи біля узбережжя Нікарагуа, тропічний шторм посилився до урагану першої категорії і пару годин по тому обрушився на узбережжя поблизу Тасбапауні, постійна швидкість вітру при цьому досягала 120 км/ч.
Протягом декількох годин проходження урагану по території Нікарагуа його сила почала слабшати внаслідок контакту із сушею, сухим повітрям і що послідувала в зв'язку з цим сильною дезорганізацією конвективного системи урагану, який в кінці доби перейшов в категорію тропічного шторму. Національний центр прогнозування ураганів США (NHC) випустив прогноз, згідно з яким Іда мала пройти через Центральну Америку в якості тропічного шторму або тропічної депресії і знову вийти в акваторію Карибського моря в районі північного узбережжя Гондурасу. Пізно ввечері 5 листопада Іда ослабла до рівня тропічної депресії, при цьому почався процес поділу центру циркуляції повітряних мас і центру низького тиску циклону. Проте, на наступній день Іда вийшла до води, перебудувала свою конвективную систему і через кілька годин проходження над теплими водами північно-західній частині Карибського моря знову набрала міць тропічного шторму.
8 листопада Іда посилилася до урагану другої категорії, перебуваючи вже тривалий час в Карибському морі, постійна швидкість вітру при цьому досягла 165 км/ч. 9 листопада ураган Іда вийшов в Мексиканську затоку і, рухаючись до континентальної частини суші став поступово втрачати свою силу, до кінця доби постійна швидкість вітру в урагані впала до 110 км / год, що відповідає рівню тропічного шторму по шкалі класифікації ураганів Саффіра-Сімпсона. О 7 годині ранку по центральноамериканської часом 10 листопада тропічний шторм обрушився на морське узбережжя штату Алабама в районі міста Бон-Секу, А через всього дві години реорганізувався в форму позатропічного шторму. Залишки стихії останній раз були зареєстровані метеорологічними станціями 13 листопада в відкритої частини Атлантичного океану.

## Підготовка

### Центральна Америка

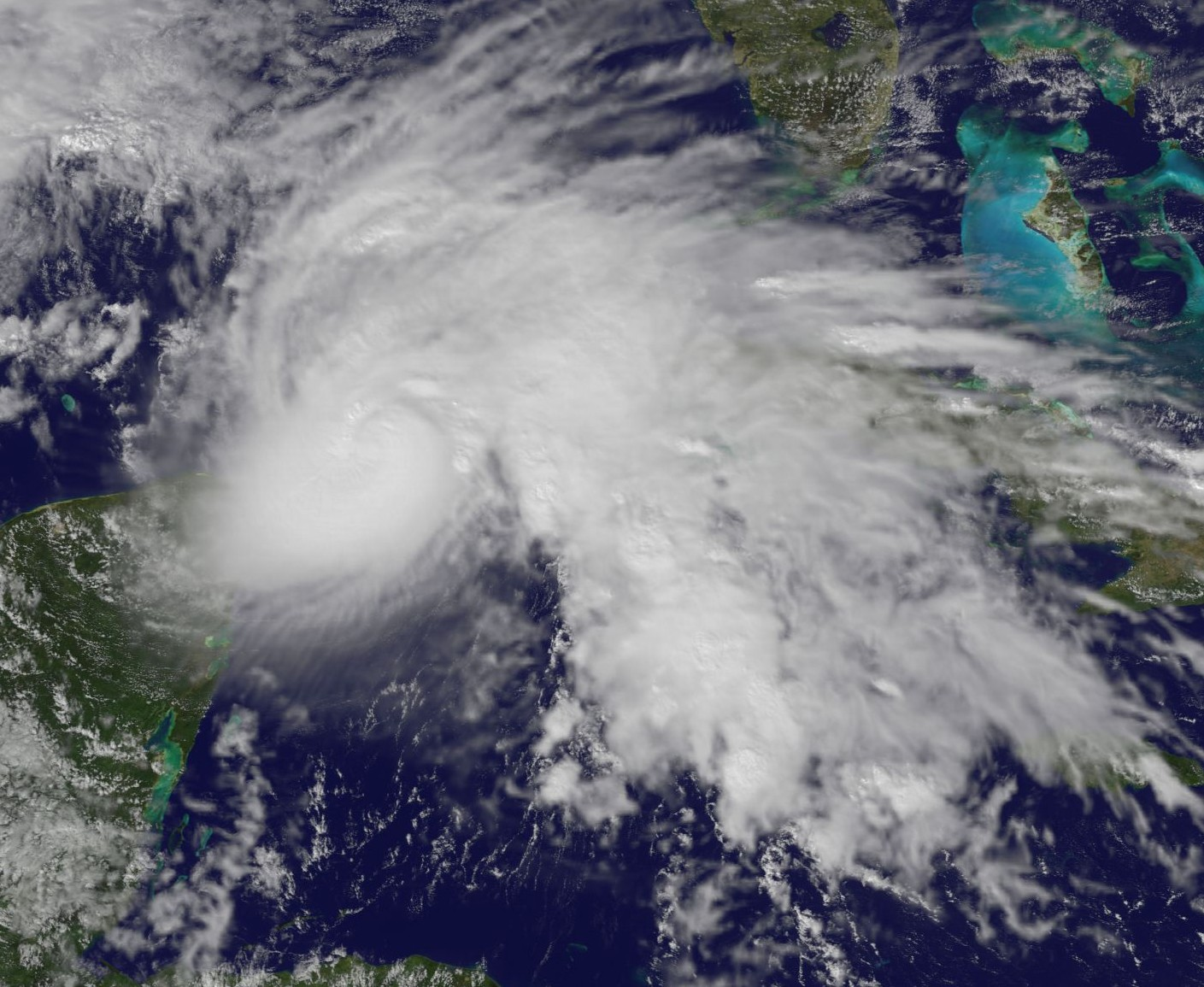
Ураган Іда 9 листопада 2009 року

При підході Урагану Іда уряд Нікарагуа оголосив штормове попередження на всій території країни. За прогнозами метеорологів рівень опадів мав скласти більше 500 міліметрів, тому влада провела евакуацію більше трьох тисяч людей з районів, найбільш схильних до повеней і зсувів. 1100 осіб були евакуйовані з островів Маїс-Гранде і Маїс-Пекенья в першу чергу з приватних будинків, які могли не витримати напору ураганного вітру. Ще 1100 осіб в місті Блуфілдс були укриті в спеціальних притулках. Влада країни почали акумуляцію матеріалів і предметів першої необхідності таких, як продукти харчування, теплі ковдри і воду, з розрахунку необхідності забезпечення близько 20 тисяч осіб після проходження урагану через територію країни.
День по тому уряд Гондурасу також оголосило штормове попередження, підкреслюючи високий ступінь ймовірності випадання рясних опадів і проходження сильного грозового фронту. Рівень небезпеки в Гондурасі був підвищений до «жовтого» статусу.

### США
Губернатор штату Луїзіана Боббі Джиндал оголосив надзвичайний стан на всій території у зв'язку з прогнозованим проходом буревію по штату Луїзіана. Ураган, однак, вийшов на континентальну частину в 160 кілометрах на схід від Луїзіани, накривши морське узбережжя штату Алабама.

## Наслідки

### Нікарагуа
На всій території Нікарагуа від урагану Іда серйозно постраждало більше 12 тисяч чоловік. Найбільших збитків стихія завдала району Каравала і острову Маїс-Гранде — в місцях, де ураган вийшов на морське узбережжя країни, в цілому в даних районах було знищено близько 80 % всієї інфраструктури. На острові Маїс-Гранде ураган зруйнував 40 будинків, три школи, місцеву церкву, кілька водонапірних веж і порвав лінії електропередач. Приблизно 6 тисяч жителів муніципалітетів Санді-Бей, Каравала, Кукри-Хілла, Лагуна-де-Перлас, Ель-Тортугьеро і населення гирла річки Ріо-Гранде були евакуйовані по 54-м спеціальним притулкам і укриттях від шторму. Влада повідомляла про сорока двох індіанців племені міскіто, Які відмовилися від евакуації і під час шторму зниклих без вести. На наступний день після проходження стихії урядові структури приступили до підрахунку збитку, заподіяного ураганом. За загальними оцінками близько 40 тисяч осіб залишилося без даху над головою і одна людина виявився зниклим без вести. Мери кількох постраждалих міст доповідали про велику кількість поранених, зниклих без вести і значному пошкодженні інфраструктури населених пунктів, при цьому інформація з різних джерел значно відрізнялася між собою. Станом на 6 листопада 2009 офіційно був визнаний факт повного руйнування 530 житлових будинків і серйозного пошкодження ще 240 будівель.
Рівень опадів, що випали виявився значно менше, ніж припускали синоптики за супутниковими знімками і даними метеозондів. Уздовж прибережної смуги Нікарагуа випало до 280 міліметрів дощів, в той час, як в центральній частині рівень опадів ледь досягав 200 мм. Підрахований збиток від урагану Іда на острові Маїс-Гранде склав близько 30 мільйонів нікарагуанських Кордоба (1,45 мільйонів доларів США), муніципалітету Каравала «візит» Іди обійшовся в 16 млн (близько 770 тис. доларів США).
Незабаром після відходу стихії близько 700 осіб сил цивільної оборони приступили до роботи в постраждалих від урагану районах країни, проте через серйозно пошкоджених доріг та іншої інфраструктури пересування рятувальні операції йшли надто повільно. Армія Нікарагуа виділила для пошуково-рятувальних груп чотири вертольоти і два літаки Ан-2 з екіпажами.

### Сальвадор
У початкових доповідях влади країни повідомлялося про 124 загиблих від проходження урагану Іда. Згодом ці твердження були спростовані фахівцями Національного центру прогнозування ураганів США, що встановили, що причиною повеней і масових зсувів став не сам ураган, а велика система низького тиску, що знаходилася у відкритій частині Тихого океану.

### США

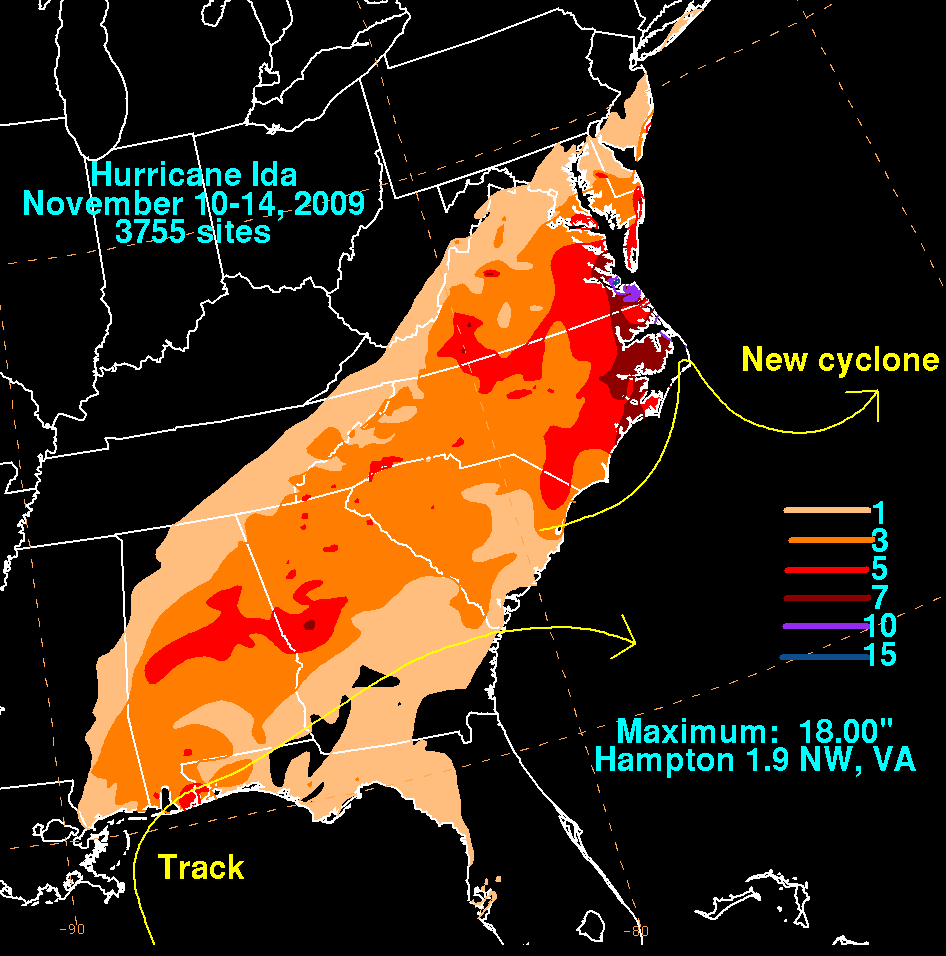
Карта осадков восточного побережья Соединённых Штатов в период с 10 по 14 ноября 2009 года

Після контакту з континентальною частиною суші в штаті Алабама, сила тропічного шторму різко пішла на спад, а сам циклон реорганізувався в позатропічний шторм. У штаті Луїзіана загинув ловець креветок, якого штормова хвиля змила в океан зі свого човна. В Атланті, штат Джорджія випало понад 100 міліметрів опадів протягом 11 листопада, що спричинило за собою великі паводки.  Залишки шторму заподіяли серйозний збиток прибережним регіонам атлантичного узбережжя Сполучених Штатів, при цьому найбільша кількість опадів (303 мм) за первинними доповідям метеорологів було зареєстровано в місті Чесапік, штат Віргінія.  Повторний аналіз синоптичної карти гідрометеорологічним центром США показав максимум опадів в місті Хемптон, штат Віргінія, де в період з 10 по 14 листопада випало близько 457 міліметрів дощів.
Всього в США від удару стихії загинуло дев'ять осіб, в тому числі троє — в штаті Віргінія. У штатах Віргінія і Північна Кароліна без електропостачання залишилося кілька тисяч жителів. У місті Мурсвілл (Північна Кароліна) від падіння вирваного з коренем дерева на автомашину 11 листопада загинула одна людина. У штаті Нью-Джерсі було закрито більшість автомобільних доріг, загинуло шість осіб, решту велику групу автомобілістів вдалося врятувати силами аварійно-рятувальних груп штату. Пориви вітру в Нью-Джерсі досягали 145 км / год, при тому, що стихія вже кілька діб перебувала в стадії позатропічного шторму.
Найбільших збитків в США ураган Іда заподіяв штату Алабама (3,5 мільйона доларів США внаслідок сильної ерозії прибережних пляжів), і штату Нью-Джерсі, де сума збитків склала 168 млн доларів США, склавшись головним чином через збитків інфраструктури прибережних районів.